# توپولف تو-۲۰۰۰
توپولف تو-۲۰۰۰ (به انگلیسی: Tupolev Tu-2000) یک هواگرد ساختِ کارخانهٔ توپولف در کشور اتحاد جماهیر سوسیالیستی شوروی است. نخستین استفاده‌کنندهٔ این هواپیما نیروی هوایی شوروی و نیروی هوایی روسیه بوده‌است.